# Consolidated XP4Y Corregidor
Le Consolidated XP4Y Corregidor (Model 31 de la société) est un hydravion à coque de patrouille maritime américain, bimoteur à long rayon d'action, construit par la Consolidated Aircraft Corporation pour l'United States Navy. Un seul exemplaire est construit et la commande de production pour 200 autres est annulée.

## Historique
Le développement de l'hydravion à coque Model 31 de Consolidated commence en 1938 ; il est destiné à la fois pour le transport militaire et celui de passagers. L'avion est de construction entièrement métallique, avec une voilure haute, de profil Davis, cantilever, et un grand allongement ; le profil Davis de la voilure sera repris ultérieurement sur le B-24 Liberator ; l'empannage présente deux dérives. Motorisé par des Wright R-3350, l'avion dispose de patins rétractables, placés sous les ailes, qui le stabilisent sur l'eau. La version civile doit pouvoir emporter des sièges pour 52 passagers ou 28 couchettes.
Le prototype Model 31 effectue son premier vol le 5 mai 1939 et affiche d'excellentes performances. L'attaque japonaise sur Pearl Harbor du 7 décembre 1941 conduit à l'entrée des États-Unis dans la Seconde Guerre mondiale, juste au moment de la fin du programme d'essais en vol et la United States Navy achète le prototype et le désigne XP4Y-1  ; il est converti en avion de patrouille maritime et reçoit des tourelles de nez, de queue et dorsales, ainsi qu'une capacité d'emport de 1 820 kg de bombes en externe.
En octobre 1942, une commande portant sur 200 P4Y-1 de série est passée ; pour construire l'avion, une nouvelle usine d'assemblage doit être construite à la Nouvelle-Orléans, en Louisiane. En raison de retards dans la préparation du prototype et du manque de moteurs Wright Duplex Cyclone, utilisés en priorité pour motoriser le B-29 Superfortress, la commande est annulée et l'usine est utilisée à la place pour construire le PBY Catalina.

## Caractéristiques
Sources : The Illustrated Encyclopedia of Aircraft.

### Caractéristiques générales
- Longueur : 22,58 m ;
- Envergure : 33,53 m ;
- Hauteur : 7,67 m ;
- Surface alaire : 97,36 m2 ;
- Masse en charge : 21 772 kg ;
- Motorisation : 2 × Wright R-3350-8 Duplex Cyclone (18 cylindres en double étoile) ;
- Puissance : 2 300 ch (1 715 kW) chacun, 4 600 ch au total.

### Performances
- Vitesse de croisière : 219 km/h ;
- Vitesse maximale : 398 km/h ;
- Rayon d'action : 5 279 km ;
- Plafond opérationnel : 6 520 m ;
- Vitesse ascensionnelle : 6,25 m/s.

### Armement prévu
- 1 x canon de 37 mm à l'avant ;
- 2 x mitrailleuses de 12,7 mm (dorsale et arrière) ;
- 1 814 kg (4 000 livres) de bombes ou de grenades anti-sous-marine.